# Kilberget
Kilberget är ett naturreservat i Bodens och Luleå kommuner i Norrbottens län.
Området är naturskyddat sedan 2016 och är 0,9 kvadratkilometer stort. Reservatet omfattar Kilberget och Batutjärnberget och våtmarker söder därom. Reservatet består av barrträden och lövträd. 